# Han hade seglat för om masten
"Han hade seglat för om masten" är en sjömansvisa. Visans ursprung är oklart. Svensk mediedatabas anger i några fall pseudonymen "Carl-Gustaf" som upphovsman för text och musik, i ett fall står i stället "upptecknare". Författaren och populärkulturforskaren Uno "Myggan" Ericson skriver i sitt Nöjeslexikon att musiken är skriven av den irlandsfödde amerikanen Felix McGlennon. Visan publicerades i Sverige i sångsamlingen Sånger under segel, som år 1935 gavs ut av Sigurd Sternvall.
Den svenska texten är en nostalgisk berättelse om hur en svensk sjöman, som sedan länge befinner sig långt från sitt hemland, blir påmind om sin ungdom när han får se ett svenskt fartyg i en hamn i Kina.
År 1937 sjöng sångaren och skådespelaren Harry Brandelius sången i filmen Storm över skären. Året därpå sjöng han in den på skiva. Det blev Brandelius stora genombrott som skivartist. Den spelades även in samma år av Gösta Jonsson. Vissångaren Fred Åkerström har också spelat in sången, på albumet Sjöfolk och landkrabbor (1978). 